# 432

## Esdeveniments
- 31 de juliol - Sixt III és elegit Papa.
- El rei Rus unifica als huns.[1]
- Sant Patrici arriba a Irlanda.[2]

## Necrològiques
- 27 de juliol - Papa Celestí I